# Kozagawa
Kozagawa (古座川町, Kozagawa-cho) is een gemeente in het District Higashimuro van de prefectuur Wakayama .
In 2003 had de gemeente 3546 inwoners en een bevolkingsdichtheid van 12,04 inw./km². De oppervlakte van de gemeente bedraagt 294,52 km².